# تيودور إدغار مكاريك
تيودور إدغار مكاريك (ولد في 7 يوليو 1930 - 3 أبريل 2025) هو رئيس أساقفة أمريكي متقاعد وكاردينال سابق في الكنيسة الكاثوليكية الرومانية. شغل منصب رئيس أساقفة واشنطن في الفترة من 2001 حتى 2006، وترقى ليصبح كردينالًا في عام 2001. قبل البابا فرانسيس استقالته من مجمع الكرادلة في 28 يوليو عام 2018  بعد سلسلة من ادعاءات سوء السلوك الجنسي.